# Амхарська Вікіпедія
Амхарська Вікіпедія (амх. ውክፔዲያ) — розділ Вікіпедії амхарською мовою. Створена у 2002 році. Амхарська Вікіпедія станом на 10 серпня 2025 року містить 15 441 статтю, 51 903 зареєстрованих користувачів, 44 активних дописувачів, 1 адміністратора
. Загальна кількість сторінок в амхарській Вікіпедії — 46 404, редагувань — 385 892, завантажених файлів — 1358
. Глибина (рівень розвитку мовного розділу) амхарської Вікіпедії середня і становить 33.4 пунктів
.

## Історія
- Листопад 2005 — створена 100-та стаття[3].
- Грудень 2006 — створена 1 000-на стаття[3].
- Травень 2011 — створена 10 000-на стаття[3].